# Lexington (Missouri)
Lexington é uma cidade localizada no estado americano de Missouri, no Condado de Lafayette.

## Demografia
Segundo o censo americano de 2000, a sua população era de 4453 habitantes.
Em 2006, foi estimada uma população de 4613, um aumento de 160 (3.6%).

## Geografia
De acordo com o United States Census Bureau tem uma área de
9,5 km², dos quais 9,0 km² cobertos por terra e 0,5 km² cobertos por água.

## Localidades na vizinhança
O diagrama seguinte representa as localidades num raio de 16 km ao redor de Lexington.